# Predrag Sazdanović
Predrag Peca Sazdanović je srpski i jugoslovenski Hard rok klavijaturista, kompozitor i aranžer čiji se rad najviše vezuje za srpski i jugoslovenski Hard Rock bend Metro.

## Biografija
Rođen je u Paraćinu 7. decembra 1960. godine u kome je završio osnovnu i srednju školu (Gimnaziju).
U oktobru 1980. godine upisuje Elektrotehnički fakultet u Svetozarevu.
U septemrbu 1981. godine postaje član paraćinskog benda ‘’Parakinova Deca‘’.
U proleće 1982. godine, Peca postaje član paraćinske autorsko/cover supergrupe Jumbo koja je negovala Fussion tip muzike na relaciji Jazz/Rock sa kojim je poslednji put nastupao za Dan Armije – 22. decembra 1982. godine na Gitarijadi u Paraćinu u hali sportova 7. juli.
Od početka 1983. godine pa do današnjih dana je zvanični klavijaturista Hard Rock benda Metro u kome je svirao i svira u više etapa. (videti opširnije pod Metro –zvanična Wikipedia).
U junu 1983. godine, Peca završava drugu godinu Elektrotehničkog fakulteta u Svetozarevu.
Pred kraj leta u avgustu 1983. godine svira u autorskoj Hard Rock grupi Crvenkapa (paralelno radeći i sa grupom Metro) sa kojom snima i dve autorske kompozicije u Radio Svetozarevu.
U jesen iste te 1983. godine upisuje prvu godinu Šumarskog fakulteta u Beogradu. U isto vreme i otpočinje komponovanje pesama za drugi album grupe Metro sa ostalim članovima iz tog perioda (videti opširnije pod Metro – zvanična Wikipedia).
U proleće 1985. godine, završava drugu godinu Šumarskog fakulteta u Beogradu kada definitivno napušta studije najviše zbog obaveza prema svom matičnom bendu Metro.
U decembru 1987. godine, odlazi na odsluženje vojnog roka, a vraća se u decembru sledeće 1988. godine.
Od januara 1994. pa sve do kraja aprila 1995. godine, učestvuje u prearanžiranju već ranije iskomponovanih pesama za drugi album grupe Metro – Eksplozija kao i u komponovanju nekih potpuno novih pesama za taj album. 
U periodima kada je bend Metro imao svoje pauze (kao i paralelno sa radom u njemu), ostvaruje saradnju i nastupa sa drugim muzičarima.

## Muzički uzori
- Wolfgang Amadeus Mozart
- Jonathan Jon Douglas Lord
- Tom Scholz

## Spoljašnje veze
- Predrag Sazdanović na sajtu Discogs
- Istorija i sadašnjica paraćinske hard and heavy scene
- Zvanični Myspace sajt